# Paul Shane
Paul Shane (né George Frederick Speight le 19 juin 1940 à Thrybergh et mort le 16 mai 2013 à Rotherham) est un acteur britannique. Son rôle le plus célèbre est celui de Ted Bovis dans la sitcom  Hi-de-Hi!, diffusée dans les années 1980 par la BBC.